# Mistrovství Evropy v boxu 1998
XXXII. mistrovství Evropy v boxu proběhlo ve Minsku, Bělorusko ve dnech 17. až 24. května 1998. Organizátorem turnaje mistrovství Evropy byla European Amateur Boxing Association (EABA).

## Česká stopa
Pro mistrovství Evropy počítal šéftrenér reprezentace Svatopluk Žáček s 11 boxery – Lukáš Konečný, Rudolf Kraj, Konštantín Flachbart, Marek Ondra, Filip Bušina, Jan Kovář, Araik Šachbazjan, Gabriel Hencz, Petr Horáček, Josef Frecer, Aleš Hrubý. Pro start na mistrovství Evropy byla stanovena evropská kvalifikace na 7 turnajích v roce 1997 a 1998 a podmínkou kvalifikace byl postup do semifinále jednoho z turnajů. S předstihem si účast zajistili Lukáš Konečný a Rudolf Kraj. Filip Bušina a Konštantín Flachbart využili poslední možnosti se kvalifikovat na turnaji v italském Mestre.
Na mistrovství Evropy startovali za Česko 4 boxeři:
- −54 kg: Konštantín Flachbart (* 1972) z SKP Sever Ústí nad Labem
- −63,5 kg: Lukáš Konečný (* 1978) z SKP Sever Ústí nad Labem
- −75 kg: Rudolf Kraj (* 1977) z BC Mělník/SKP Sever Ústí nad Labem (liga)
- −81 kg: Filip Bušina (* 1976) z SKP Sever Ústí nad Labem

## Výsledky
| Muži     | Zlato                     | Stříbro                   | Bronz                     | Bronz                    |
| -------- | ------------------------- | ------------------------- | ------------------------- | ------------------------ |
| –48 kg   | Sergej Kazakov (RUS)      | Ivanas Stapovičius (LTU)  | Pál Lakatos (HUN)         | Oleh Kyrjuchin (UKR)     |
| –51 kg   | Volodymyr Sydorenko (UKR) | Ilfat Razjapov (RUS)      | Ramaz Gazašvili (GEO)     | Vachtang Darčinjan (ARM) |
| –54 kg   | Serhij Danylčenko (UKR)   | Marian Alexandru (ROU)    | Raimkul Malachbekov (RUS) | Reidar Walstad (NOR)     |
| –57 kg   | Ramaz Palijani (TUR)      | Artjom Simonjan (ARM)     | Sajan Sančat (RUS)        | János Nagy (HUN)         |
| –60 kg   | Kay Huste (GER)           | Ijakob Gogoladze (GEO)    | Artur Gevorgjan (ARM)     | Tigran Uzljan (GRE)      |
| –63,5 kg | Dorel Simion (ROU)        | Nurhan Süleymanoğlu (TUR) | Sergej Bykovskij (BLR)    | Dmitrij Pavlučenko (RUS) |
| –67 kg   | Oleg Saitov (RUS)         | Serhij Dzyndzyruk (UKR)   | Marian Simion (ROU)       | Vadim Mezga (BLR)        |
| –71 kg   | Frédéric Esther (FRA)     | Ercüment Aslan (TUR)      | Adrian Diaconu (ROU)      | Christopher Bessey (ENG) |
| –75 kg   | Zsolt Erdei (HUN)         | Brian Magee (IRL)         | Jean-Paul Mendy (FRA)     | Dmitrij Strelčinin (RUS) |
| –81 kg   | Alexandr Lebzjak (RUS)    | Courtney Fry (ENG)        | Tomasz Adamek (POL)       | Claudio Rîșco (ROU)      |
| –91 kg   | Giacobbe Fragomeni (ITA)  | Sergej Dyčkov (BLR)       | Jevgenij Makarenko (RUS)  | Kwamena Turkson (SWE)    |
| +91 kg   | Alexej Lezin (RUS)        | Volodymyr Lazebnyk (UKR)  | Tufik Basisi (ISR)        | Sinan Şamil Sam (TUR)    |

## Medailová bilance
V boxu se rozdělilo celkem 12 sad medailí.
| Pořadí | Stát            |       | Muži    | Muži  | Muži | Celkem |
| Pořadí | Stát            | Zlato | Stříbro | Bronz |      | Celkem |
| ------ | --------------- | ----- | ------- | ----- | ---- | ------ |
| 1.     | Rusko (RUS)     |       | 4       | 1     | 5    | 10     |
| 2.     | Ukrajina (UKR)  |       | 2       | 2     | 1    | 5      |
| 3.     | Turecko (TUR)   |       | 1       | 2     | 1    | 4      |
| 4.     | Rumunsko (ROU)  |       | 1       | 1     | 3    | 5      |
| 5.     | Francie (FRA)   |       | 1       | 0     | 1    | 2      |
| 6.     | Maďarsko (HUN)  |       | 1       | 0     | 1    | 2      |
| 7.     | Německo (GER)   |       | 1       | 0     | 0    | 1      |
| 7.     | Itálie (ITA)    |       | 1       | 0     | 0    | 1      |
| 9.     | Bělorusko (BLR) |       | 0       | 1     | 2    | 3      |
| 9.     | Arménie (ARM)   |       | 0       | 1     | 2    | 2      |
| 11.    | Gruzie (GEO)    |       | 0       | 1     | 1    | 2      |
| 11.    | Anglie (ENG)    |       | 0       | 1     | 1    | 2      |
| 13.    | Litva (LTU)     |       | 0       | 1     | 0    | 1      |
| 13.    | Irsko (IRL)     |       | 0       | 1     | 0    | 1      |
| 15.    | Izrael (ISR)    |       | 0       | 0     | 1    | 1      |
| 15.    | Polsko (POL)    |       | 0       | 0     | 1    | 1      |
| 15.    | Švédsko (SWE)   |       | 0       | 0     | 1    | 1      |
| 15.    | Norsko (NOR)    |       | 0       | 0     | 1    | 1      |
| 15.    | Řecko (GRE)     |       | 0       | 0     | 1    | 1      |
| Celkem | Celkem          |       | 12      | 12    | 24   | 48     |